# Photographie couleur
La photographie couleur est un genre de la photographie qui utilise des techniques capables de représenter les couleurs qui sont traditionnellement produites chimiquement pendant la phase de traitement des photographies. Elle diffère de la photographie noir et blanc (monochrome) qui n'enregistre qu'une seule source de luminance (luminosité) et utilise des médias capables uniquement d'afficher les nuances de gris.
Pour produire des photographies couleurs, des produits chimiques sensibles à la lumière ou des capteurs électroniques enregistrent l'information couleur au moment de l'exposition.
Cela se fait généralement grâce à l'analyse du spectre des couleurs à travers trois canaux d'information, l'un à dominante rouge, un autre à dominante verte et le troisième à dominante bleue.
Cette technique reproduit la façon dont l’œil humain perçoit les couleurs. Les informations enregistrées sont ensuite utilisées pour reproduire les couleurs d'origine.
Ceci peut être fait par mélange de différentes proportions de lumière rouge, verte et bleue (format RVB utilisé par les écrans vidéos, les projecteurs numériques et par certains procédés de traitement photographique). Ou alors il est possible de se servir de colorants ou de pigments pour rectifier les proportions de rouge, vert et bleu dans la lumière blanche (quadrichromie, utilisée pour les tirages sur papier et sur diapositive).
Les monochromes « colorisés » par application de couleurs à la main, mécaniquement ou par ordinateur ne sont pas des photographies couleur. Leurs couleurs ne sont pas liées aux couleurs réelles de l’objet photographié et peuvent être très inexactes voire tout à fait imaginaires.

## Histoire

### Premières expériences

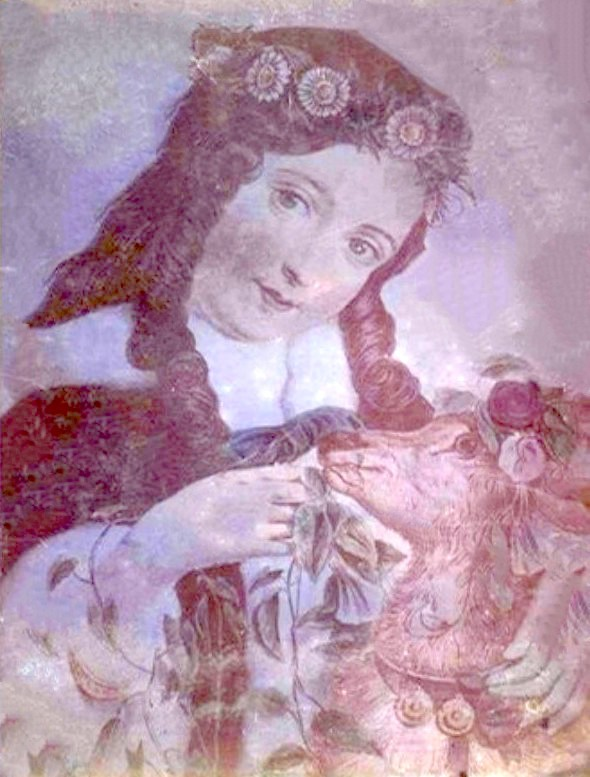
Photographie « hillotype » des années 1850, d'une gravure en couleur. Après des années de controverses, il a été prouvé que le procédé utilisé par Levi Hill pouvait reproduire photographiquement certaines couleurs mais que les couleurs de beaucoup d'exemplaires avaient été « améliorées » à la main

Les premiers essais de photographie couleur furent effectués dans les années 1840. Ils avaient pour but de découvrir une substance « caméléon » qui prendrait la couleur de la lumière captée.
De premiers résultats encourageants sont obtenus en projetant la lumière directement sur la surface sensible de l'appareil. Cependant les couleurs étaient relativement pâles et le temps d'exposition nécessaire pour arriver à ce résultat se comptait en heures voire en jours.
Certains procédés, comme les hillotypes - inventés par l'américain Levi Hill dans les années 1850 -, limitaient sévèrement la qualité et la diversité des couleurs.
D'autres expériences comme celles menées par Edmond Becquerel obtinrent de meilleurs résultats. Cependant, dès lors qu'elles étaient exposées à la lumière, les images perdaient rapidement leurs couleurs. Pendant les décennies suivantes les expériences n'amenèrent rien de plus sur le plan technique.

### La méthode des trois couleurs

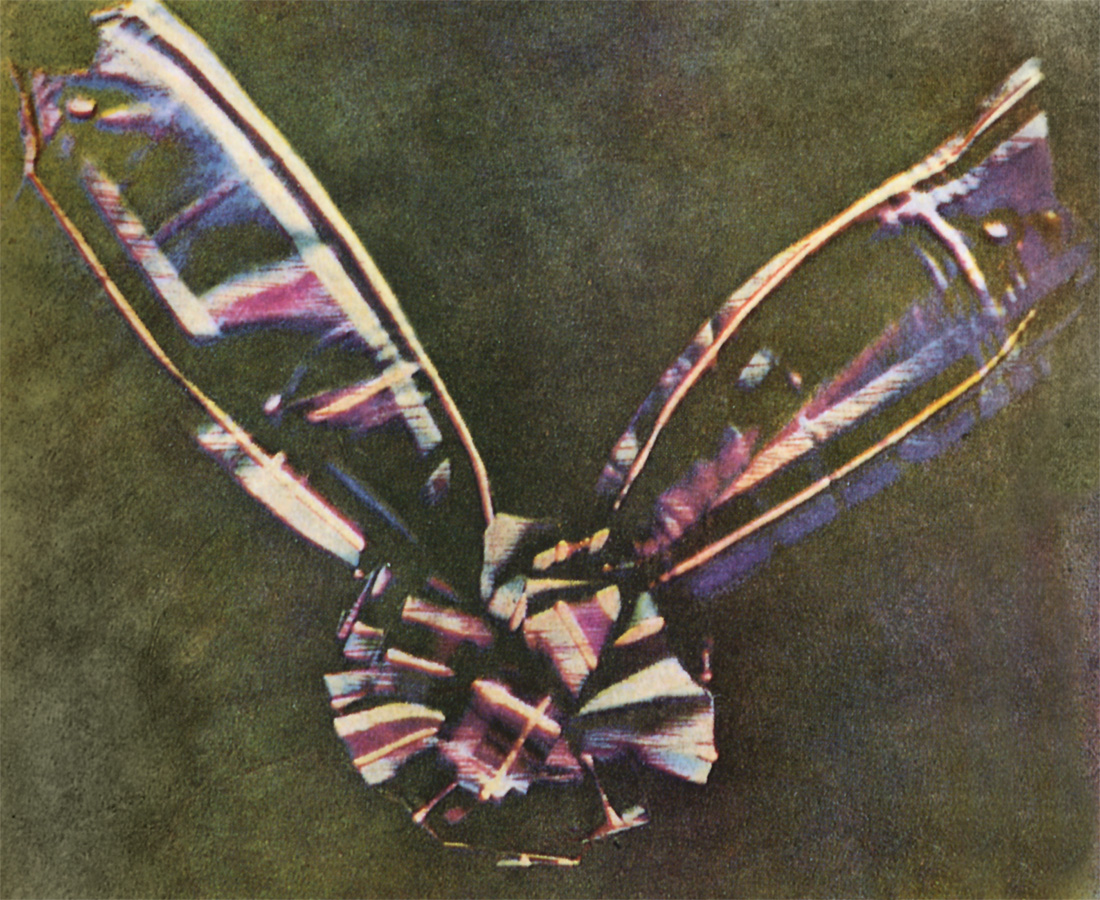
Première photographie couleur prise par Thomas Sutton en 1861 en utilisant la méthode des trois couleurs primaires, mise au point par James Clerk Maxwell en 1855. Le sujet de la photo est un ruban de Tartan.

La méthode des trois couleurs est au cœur de pratiquement tout système chimique ou électronique de traitement de la couleur.
Elle est suggérée par le physicien écossais James Clerk Maxwell en 1855 dans un article sur la vision des couleurs.
Elle se base sur l'idée que l’œil humain perçoit les couleurs parce que sa surface interne est recouverte de trois sortes de photorécepteurs, appelés des cônes.
En théorie, l'une de ces sortes de récepteurs est plus sensible aux couleurs de la fin du spectre que l'on nomme « rouge », une autre plus sensible au milieu du spectre c'est-à-dire aux couleurs « vertes » et la dernière aux « bleues ».
Les noms de couleurs sont arbitraires, ils ne représentent pas exactement la sensibilité des cônes. De plus, la notion de couleurs primaires n'a pas d'existence physique, c'est une notion perceptive.
Toutefois, cette description des trois couleurs se rapproche suffisamment des sensations éprouvées par l’œil pour que lorsque l'on applique la méthode des trois couleurs, les trois sortes de cônes soient stimulés et produisent l'illusion de différentes longueurs d'onde intermédiaires de lumière.
James Clerk Maxwell déduisit, à tort, de son étude que n'importe quelle teinte pouvait être obtenue en mélangeant uniquement les trois couleurs de la lumière - rouge, vert et bleu - dans des proportions qui stimuleraient les trois types de récepteurs de la même façon que les « vraies » couleurs.
Malgré ses imperfections, ce modèle permet de visualiser des millions de couleurs.
Afin d'illustrer le fait que les cellules ne voient pas à proprement parler les couleurs, mais qu'elles sont plus ou moins stimulées par elles, il proposa un exemple basé sur la photographie noir et blanc : il postulait que si l'on prenait trois photographies noir et blanc d'une même scène à travers des filtres rouges, verts et bleus, il suffirait ensuite de projeter les diapositives issues de ces photos par les mêmes filtres et de les superposer sur un écran pour obtenir une image reproduisant non seulement les rouges, bleus et verts mais aussi toutes les couleurs de la scène originale,
La première photographie couleur à utiliser le procédé de James Clerk Maxwell fut prise par Thomas Sutton en 1861, pour illustrer une conférence sur les couleurs donnée par Maxwell.
L'image fut présentée en couleurs grâce au procédé de triple projection. L'objet de la photo était un ruban avec des rayures de plusieurs couleurs, parmi celles-ci probablement du vert et du rouge.
Lors de la conférence, qui ne portait pas sur la photographie mais sur la physique et la physiologie, Maxwell souligna l'insuffisance du résultat et la nécessité de mettre au point des matériaux plus sensibles aux lumières vertes et rouges.
Le simple fait que Sutton ait pu reproduire des nuances de rouge laisse les spécialistes perplexes encore aujourd'hui, car les matériaux et procédés employés par le photographe étaient tout à fait insensibles aux rouges et à peine sensibles aux verts.
En 1861, des chercheurs découvrent que de nombreux colorants rouges reflètent également les ultra-violets. Ceux-ci ont probablement été capturés par le filtre rouge employé par Sutton. Les chercheurs supposent par conséquent que les couleurs des trois images étaient probablement dues aux longueurs d'onde ultra-violettes, bleu-vert et bleues plutôt qu'aux rouges, vertes et bleues.
La méthode suggérée par Maxwell en 1855 ainsi que sa démonstration peu probante en 1861 tombèrent rapidement dans l'oubli avant d'être remises au goût du jour dans les années 1890.
Au cours des décennies suivantes, ce concept de base fut réinventé indépendamment par plusieurs personnes.

### Synthèse additive
La méthode de reproduction des couleurs par synthèse additive consiste à créer des couleurs en mélangeant des lumières colorées (généralement rouge, verte et bleue) dans des proportions variables.
Les systèmes LCD, LED, plasma et les tubes cathodiques utilisent cette méthode.
Si l'on observe attentivement un de ces écrans à la loupe on peut voir que chaque pixel est composé de sous-pixels rouges, verts et bleus qui se mélangent lorsqu'on se place à une distance normale pour le visionnement.
Ces sous-pixels reproduisent une large gamme de couleurs ainsi que les nuances de blanc et de gris. Cette méthode est aussi connue sous le nom de format RVB.

### Synthèse soustractive

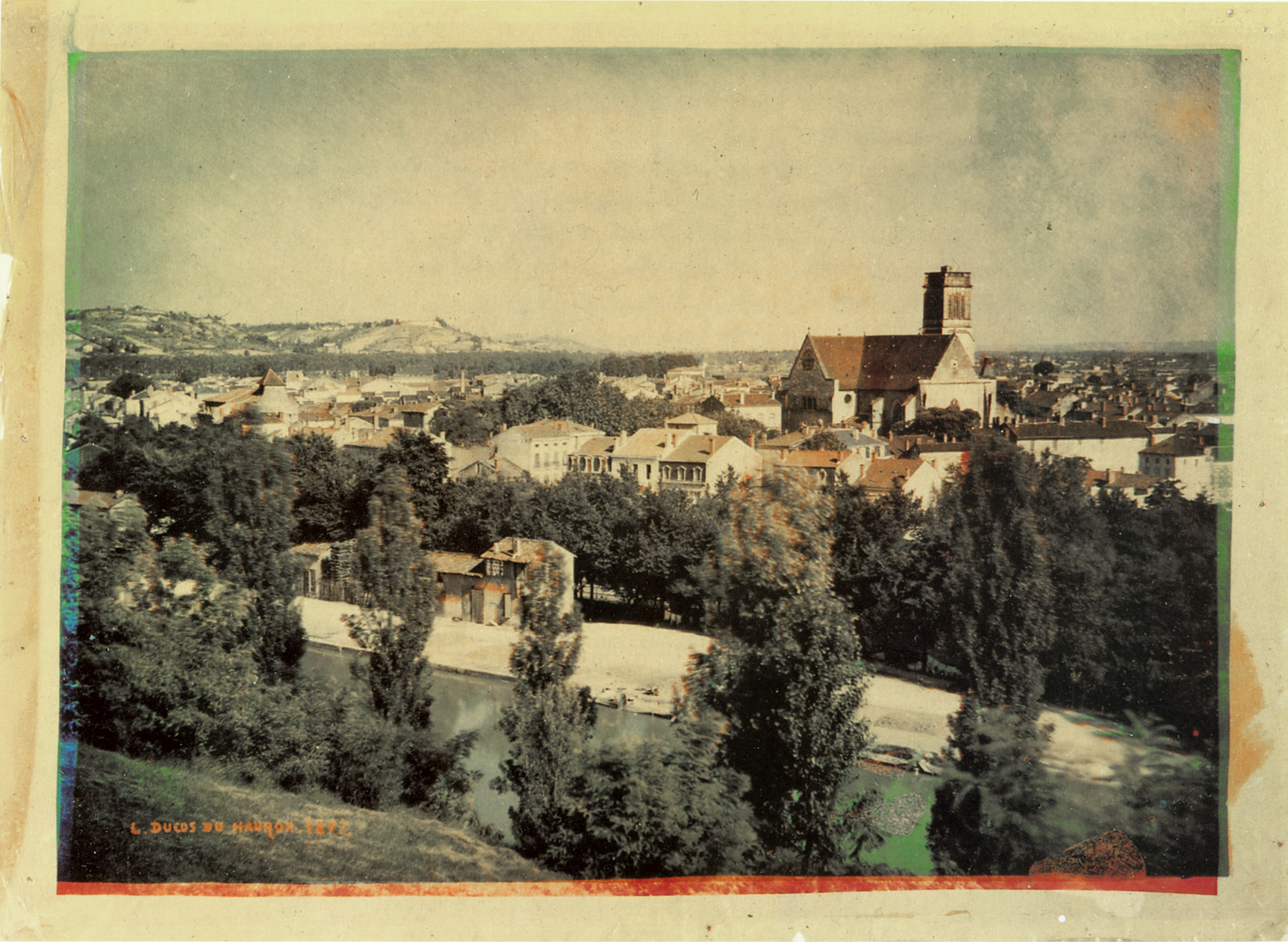
Photographie couleur sur papier de 1877, prise par Louis Ducos du Hauron, pionnier français de la photographie couleur. On remarque la superposition des couleurs, jaune, cyan et magenta du système de synthèse soustractive.

Les trois images prises par les filtres rouge, vert et bleu, utilisés pour la synthèse additive des couleurs, peuvent également permettre de produire des impressions couleur et des diapositives grâce à la méthode de synthèse soustractive. Dans cette méthode les couleurs sont soustraites de la lumière blanche à l'aide de colorants ou de pigments. En photographie, les colorants sont en général le bleu cyan qui absorbe le rouge, le magenta qui absorbe le vert et le jaune qui absorbe le bleu. L'image passée par le filtre rouge permet de créer la version cyan de l'image, celle passée par le filtre vert, la version magenta et enfin celle passée par le filtre bleu crée la version jaune. Quand ces trois versions sont superposées, elles constituent une image complète.
Cette méthode est aussi connue sous le nom de  quadrichromie ou CMJN. Le N représente le colorant noir ajouté dans les imprimantes à jets d'encre et autres procédés d’impression mécaniques afin de compenser les imperfections des encres de couleur utilisées. Cela permet en théorie d'absorber et de transmettre les différentes parties du spectre des couleurs sans en refléter aucune et donc d'améliorer la définition.
Il pourrait sembler qu'une image doive être imprimée dans la couleur du filtre utilisé pour la prise de vue. Toutefois, si on observe n'importe quelle couleur pendant le processus, l'importance de l'impression par les couleurs complémentaires devient évidente. Un objet rouge sera très pâle sur l'image passée par le filtre rouge, mais très sombre sur les deux autres images. L'objet sera donc imprimé avec juste une touche de cyan, qui absorbe un peu de la lumière rouge, et beaucoup de magenta et de jaune qui absorbent la majorité des verts et bleus. C'est donc la lumière rouge qui sera principalement réfléchie par le papier blanc dans le cas d'une impression ou projetée dans le cas d'une diapositive.
Avant les innovations techniques des années 1935 à 1942, il fallait avoir recours à des méthodes longues et compliquées pour créer une diapositive ou une impression en couleur d'une image par la méthode de synthèse soustractive. La plus courante consistait à créer trois images à pigment différentes en utilisant un procédé de reproduction à base de gélatine puis à les superposer soigneusement. Parfois, des processus connexes étaient utilisés pour créer trois matrices de gélatine teintes et assemblées ou utilisés pour transférer les trois versions de l'image en une seule couche de gélatine appliquée sur un support final. Un virage pouvait également servir pour convertir trois images noir et blanc en images jaune, cyan et magenta qui étaient ensuite assemblées. Après une suite de manipulations, les trois images étaient superposées les unes sur les autres par une application répétée de revêtement - la re-sensibilisation - puis venaient l'impression négative, l'exposition et le développement. Des variantes de ces méthodes ont été inventées et commercialisées pendant toute la première moitié du XXe siècle. Certaines ont eu une durée de vie très limitée, d'autres, comme le procédé autotype carbro, ont perduré pendant plusieurs décennies. Certains de ces procédés existent toujours dans la mesure où ils permettent l'utilisation de matériaux stables et résistants à la lumière, produisant ainsi des images pouvant rester intactes pendant des siècles.
Louis Ducos du Hauron fut le précurseur en matière d'impression de photographies en trois couleurs. Le brevet qu'il déposa en 1868 contient d'ailleurs les concepts de base de la plupart des procédés de photographie couleur développés ultérieurement. Pour produire les trois négatifs filtrés nécessaires, il réussit à mettre au point des méthodes moins réfractaires aux lumières vertes et rouges que celles utilisées par Sutton en 1861. Ces méthodes restaient néanmoins très peu sensibles à ces couleurs et le temps d'exposition nécessaire pour le négatif filtré en rouge se comptait en heures. Ses photographies les plus anciennes sont des « reproductions collographiques » de feuilles et de pétales de fleurs. Chacun des négatifs ayant été réalisé sans appareil photo par exposition de la surface sensible à la lumière du soleil filtrée d'abord par un filtre coloré puis par le végétal. Louis Ducos du Hauron réalise en 1879 une des premières épreuves en trichromie, intitulée « Vase au bégonia, verre de vin et tulipe. ».

### Sensibilisation aux couleurs

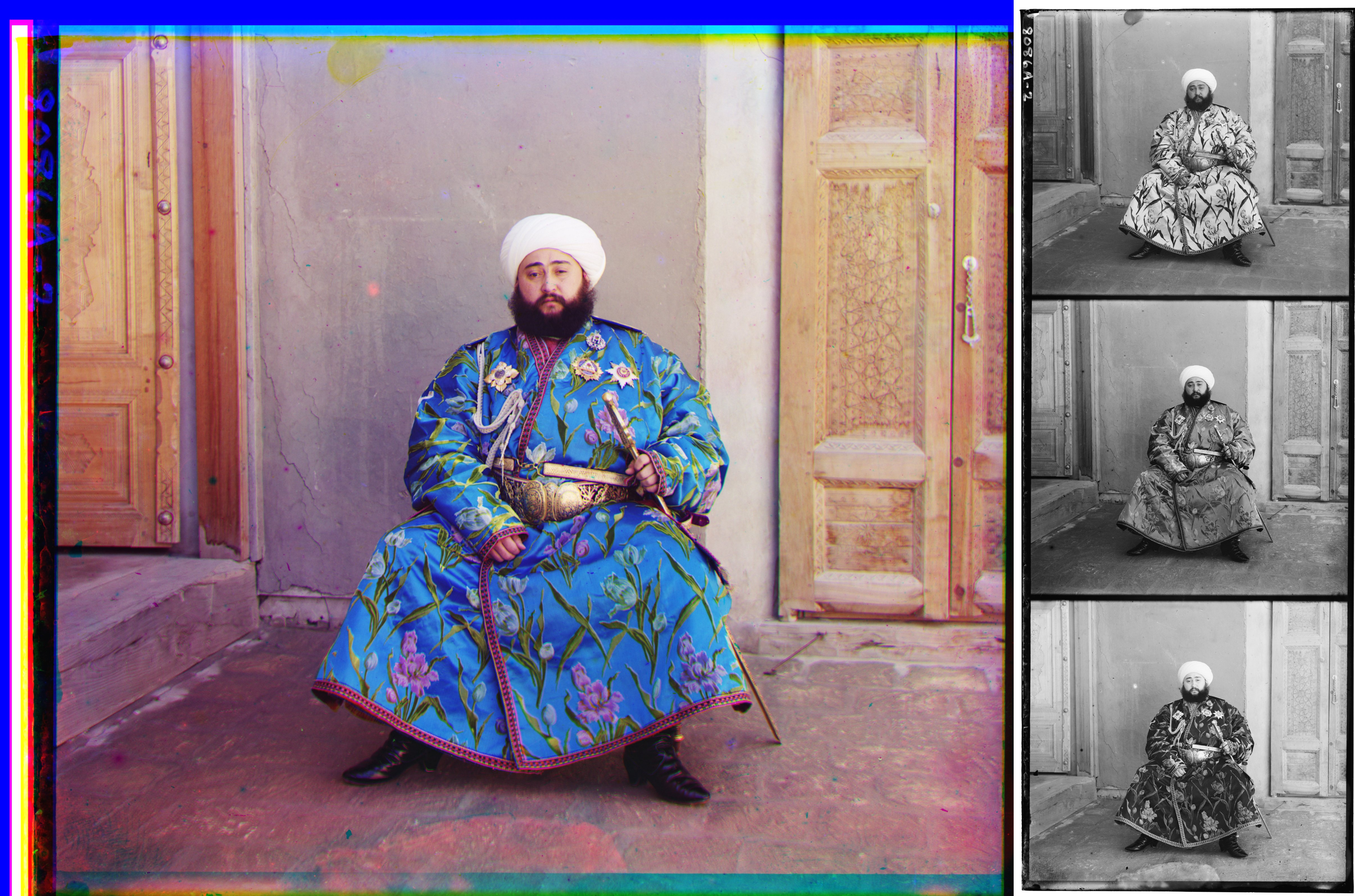
Photographie couleur de l'émir de Boukhara prise en 1911 par Sergueï Prokoudine-Gorski. À droite, le triple négatif en noir et blanc sur plaque de verre, montré ici en positif.

Tant que les matériaux utilisés pour la photographie couleur n'étaient sensibles qu'aux bleu-vert, bleus, violets et ultra-violets, la méthode de photographie trois couleurs n'était pas vraiment viable. Le chimiste allemand Hermann Wilhelm Vogel, découvre en 1873 que l'ajout de petites quantités d'aniline aux émulsions photographiques pouvait augmenter la sensibilité des colorants aux couleurs qu'ils absorbent. Il identifia des colorants sensibles pour chacune des teintes auxquelles les matériaux étaient jusque-là réfractaires — sauf le rouge pur, pour lequel on ne pouvait que faiblement sensibiliser les colorants,,,,. L'année suivante, Edmond Becquerel découvrit que la chlorophylle était un bon sensibilisateur au rouge. Il faudra certes attendre de nombreuses années avant que ces sensibilisateurs (et d'autres de meilleure qualité qui seront inventés plus tard) puissent être utilisés autrement qu'à des fins purement scientifiques comme la spectrographie. Ils furent cependant adoptés immédiatement et avec enthousiasme par Louis Ducos du Hauron, Charles Cros et d'autres pionniers de la photographie couleur. Le temps d'exposition pour les couleurs « problématiques » qui se comptait jusque-là en heures put se compter en minutes. Au fur et à mesure que des émulsions à base gélatine de plus en plus sensibles remplacèrent le collodion, les minutes se transformèrent en secondes. De nouveaux colorants sensibles apparus au début du XXe siècle rendirent possibles les photographies « instantanées ».

### Appareils photo en couleur
Devoir changer de filtre et recharger l'appareil entre les prises était peu pratique et allongeait le temps de pose. De plus, la position de l'appareil pouvait en être accidentellement modifiée. De nombreux modèles d'appareils destinés à la photographie couleur furent inventés dans l'espoir d'améliorer la prise de photographies. Ces appareils appartenaient généralement à l'une des deux catégories suivantes.
La première catégorie utilisait des surfaces réfléchissantes permettant de diviser la lumière issue des objectifs en trois parties, chacune passant par un filtre de couleur différente pour former des images séparées. Ce système permettait aux trois photographies d'être prises simultanément sur trois plaques (les pellicules n'avaient pas encore remplacé les plaques en verre en tant que support pour les émulsions) ou sur différentes zones d'une même plaque. Une version améliorée de ce genre d'appareil (« one-shot ») sera utilisée jusqu'à la fin des années 1950 à des fins précises : par exemple, la photographie commerciale destinée à être imprimée et dont la préparation des plaques d'impression nécessitait une séparation des couleurs.
L'autre catégorie prenait aussi les photographies les unes après les autres mais utilisait un système de supports mobiles pour les filtres et les plaques. On pouvait donc changer rapidement de filtre afin d'exposer différentes parties de l'émulsion. Un appareil très performant de cette catégorie fut conçu par Adolf Miethe, professeur de photochimie allemand, et commercialisé en 1903 par Bermpohl. C'est d'ailleurs vraisemblablement ce modèle que l'élève de Miethe, Sergueï Prokoudine-Gorski utilisa pour son reportage documentaire sur l'Empire russe avant la révolution de 1917. Une variante plus élaborée de ce modèle, brevetée en 1897 par Frederic Eugene Ives, fonctionnait grâce à un mécanisme d'horloge et pouvait ainsi être réglée pour des temps d'exposition variant en fonction de la sensibilité aux couleurs des émulsions utilisées.
D'autres appareils simples dotés de plusieurs objectifs (un par couleur primaire) furent parfois testés. Cependant, ils ne pouvaient fonctionner que si la scène photographiée se trouvait à une grande distance de l'appareil ou bien si tous les objets du plan étaient situés à la même distance. Sans cela, la différence de position entre les objectifs (parallaxe) rendait impossible l'enregistrement simultané de tous les éléments de l'image.

### La photographie couleur accessible à tous
Avant les années 1890, la photographie couleur était réservée à quelques courageux expérimentateurs prêts à construire leur matériel, à préparer eux-mêmes leurs émulsions, à mettre au point et tester les filtres colorés et surtout à y consacrer une grande partie de leur temps. Les difficultés étaient légion et il était rare voire impossible d'obtenir un résultat sans défauts. La photographie couleur était considérée par beaucoup comme une chimère.
Pourtant, en 1898, il devint possible, pour quiconque en avait les moyens, d'acheter l'appareil et les fournitures nécessaires, le tout prêt à l'emploi. Deux plaques photographiques sensibles au rouge étaient déjà commercialisées et leurs systèmes de photographie couleur respectifs, dont les revues de photographies vantaient les mérites depuis plusieurs années déjà, furent enfin à leur tour mis sur le marché.
Le plus complet et le plus onéreux des deux était le « kromskop » ou photochromoscope mis au point par l'américain Frederic Eugene Ives. Il s'agissait d'un système de synthèse additive dont les éléments avaient été décrits des années plus tôt par James Clerk Maxwell, Louis Ducos du Hauron et Charles Cros. Cependant Ives consacra des années de travail à redéfinir les méthodes et les matériaux nécessaires pour optimiser la qualité des couleurs ainsi qu'à résoudre les problèmes inhérents à ce type de système et à simplifier l'appareil afin d'en diminuer le coût de production et de commercialisation. Les images couleur, appelées aussi « chromograms », se présentaient sous la forme d'une bande articulée composée de trois positifs noir et blanc montés dans des caches en cartons reliés entre eux par des bandes de tissus. Pour visionner un chromogram en couleur, il fallait l’insérer dans le « kromskop ». Cet appareil de visionnage utilisait un arrangement de filtres en verre colorés permettant d'éclairer chaque positif avec une lumière de la couleur appropriée puis mettait en œuvre des réflecteurs transparents afin d'obtenir la combinaison visuelle de ces images en une seule image couleur. Le modèle le plus courant était le stéréoscope. En regardant à travers une paire de lentilles on pouvait observer une image en couleurs naturelles et en 3D. Ce qui était tout à fait nouveau à la fin du XIXe siècle.
Le résultat était considéré par tous, ou presque, comme un modèle d'excellence et de réalisme. Lors de ses démonstrations, il arrivait qu'Ives projette grâce à une visionneuse une nature-morte à côté de l'objet photographié, pour offrir une comparaison directe. Un kromskop à triple foyer pouvait également être utilisé pour projeter les trois images montées sur des cadres spécifiques, de métal ou de bois, à travers des filtres, à l'instar de ce qu'avait proposé Maxwell en 1861. Des chromograms prêts à l'emploi - de natures-mortes, paysages, monuments célèbres et œuvres d'art - étaient vendus et constituaient généralement le seul support disponible pour les utilisateurs. Il était cependant possible aux amateurs de fabriquer leurs chromograms en achetant les pièces et les filtres colorés nécessaires.
Les kromskops et les chromograms étaient achetés soit par des professeurs souhaitant enseigner les couleurs et la vision couleur soit par des individus assez fortunés pour se procurer ce nouveau gadget optique. Certaines personnes fabriquaient elles-mêmes leurs chromograms. Malheureusement pour Ives, cela ne suffit pas à financer l'exploitation commerciale de ce système et l'entreprise fit faillite. Cependant, jusqu'en 1907, il fut possible de trouver des visionneuses, des projecteurs, des chromograms, plusieurs sortes de kromskops ainsi que des pièces détachées au Scientific Shop à Chicago.

### L'ère des plaques photographiques
La méthode des plaques de verre de Joly, plus simple et moins onéreuse, vint remplacer les chromograms. Cette méthode ne nécessitait pas d'appareil ou de visionneuse spécifique. Il suffisait en effet d'utiliser un filtre compensateur de couleur pour la lentille ainsi qu'un support spécial pour les plaques photographiques. Le fonctionnement du procédé reposait principalement sur le support utilisé. Des lignes de trois couleurs étaient tracées sur toute la surface de la plaque de verre en suivant un schéma régulier. Le principe consistait à rassembler les filtres sous la forme de nombreuses bandes étroites (les lignes colorées) afin de pouvoir enregistrer les informations chromatiques dans une seule image composée. Cette technique permettait d'éviter de prendre trois fois la même photo et de faire passer chaque exemplaire à travers un filtre différent pour obtenir le même résultat. Après avoir développé le négatif, il fallait en imprimer la diapositive et utiliser une visionneuse aux lignes rouges, vertes et bleues assemblées selon le même schéma que celui de la plaque photographique de l'appareil d'origine. Le tout devait être parfaitement aligné. Les couleurs apparaissaient ensuite comme par magie. La diapositive et la plaque fonctionnaient de la même manière que les cristaux liquides monochromes et les fines surcouches de filtres rouges, vertes et bleues utilisés pour faire apparaître les images couleur sur les écrans LCD. Cette invention est attribuée au scientifique irlandais John Joly. Néanmoins, comme beaucoup d'autres inventeurs, il a découvert plus tard que le concept de base avait déjà été appréhendé par Louis Ducos du Hauron dans son brevet de 1868, périmé depuis longtemps.
La méthode des plaques de Joly posait cependant plusieurs problèmes. Tout d'abord, bien que les lignes colorées aient été relativement fines (environ 75 ensembles des trois couleurs par pouce), elles restaient toujours excessivement visibles à l’œil nu; sans parler du cas où l'image serait agrandie. Ce problème était d'autant plus gênant que chaque écran devait être réalisé séparément à l'aide d'une machine qui utilisait trois crayons pour appliquer les encres transparentes colorées. Ce procédé coûteux provoquait des irrégularités et augmentait le taux de pertes. Le verre utilisé à l'époque pour les plaques photographiques n'était pas parfaitement plat, et ce manque d'uniformité de la surface créait sur la photo des zones où les couleurs étaient altérées. Un mauvais contact entre les plaques provoquait également l'apparition de fausses couleurs si l'ensemble des couches était regardé sous un certain angle. Et bien que plus simple que le système du « Kromskop », le procédé de Joly restait couteux. Le kit de base constitué d'un support de plaques, d'un filtre compensateur, d'une plaque photographique et d'une visionneuse coûtait 30 dollars US (soit au moins 750 dollars US en 2010) et chaque visionneuse supplémentaire coûtait 1 dollar US pièce (au moins 25 dollars US en 2010). Pourtant visionnaire, ce procédé tomba bientôt en désuétude.
Les photographies prises grâce au procédé de Joly qui ont survécu jusqu'à ce jour présentent des couleurs très altérées. Celles-ci ont tellement pâli avec le temps, qu'il est impossible de s'imaginer leur teinte d'origine. Dans d'autres cas, la visionneuse a été mal alignée.

#### La photographie interférentielle
La photographie interférentielle est un procédé pour réaliser des photographies couleur qui se base sur le principe des miroirs de Bragg. On mettait les plaques recouvertes d'une émulsion photosensible en contact avec du mercure afin de faire apparaître les couleurs. La lumière en se réfléchissant sur le mercure crée des ondes stationnaires, interférences entre la lumière incidente et sa réflexion, qui sont enregistrés dans l'émulsion, ce qui construit une image. Gabriel Lippmann obtint le prix Nobel de physique en 1908 pour avoir découvert un procédé permettant de réaliser des photographies couleur à l'aide d'une seule émulsion. Les couleurs étaient très fidèlement rendues, mais les images ne pouvaient être reproduites et leur visionnage nécessitait des conditions d'éclairage très spécifiques. La méthode de Lippmann fut cependant rapidement rendue obsolète par l'apparition de l'autochrome. Elle est néanmoins toujours utilisée pour réaliser des photographies uniques ne pouvant être dupliquées, souvent pour des raisons de sécurité.

#### La plaque autochrome des frères Lumière
Le premier procédé de photographie en couleur à connaître une réussite commerciale fut celui de l'autochrome des Auguste et Louis Lumière qui fit son entrée sur le marché en 1907. Ce procédé utilisait un filtre de plaque photographique à base de fécule de pomme de terre dont les grains colorés étaient trop petits pour être visibles à l’œil nu. L'émulsion photosensible était enduite directement sur la plaque de verre, ce qui évitait les problèmes de mauvais contact entre l'écran et l'image. La technique du développement inversé était utilisée pour transformer le négatif d'origine en une image en positif, rendant inutile toute impression ou fixation de négatifs. Parmi les principaux défauts de l'autochrome, on peut citer son coût élevé (une seule plaque de verre coûtait à peu près aussi cher qu'une douzaine de plaques noir et blanc de la même taille), le temps d'exposition relativement long qui rendait la prise d'instantanés et de sujets mobiles impossible, et l'importante densité de l'image due à l'usage d'un filtre couleur photo-absorbant.
Observé dans des conditions optimales à la lumière du jour, un autochrome de bonne qualité et bien préservé apparaît tout à fait net et éclatant. Malheureusement, les films modernes et leurs copies numériques sont souvent réalisés avec des sources de lumière très diffuses, ce qui entraîne une perte de saturation des couleurs et d'autres effets indésirables dus à la dispersion de la lumière dans la structure même de la plaque et de l'émulsion. Les lumières à fluorescence, ou artificielles de manière générale, provoquent quant à elles des altérations de la balance des couleurs. Le potentiel de ce procédé ne devrait cependant pas être jugé en fonction des reproductions que l'on peut souvent observer - pour la plupart délavées, fades et étrangement colorées.
Plusieurs millions de plaques d'autochromes furent fabriquées et utilisées durant le quart de siècle précédant l'arrivée des versions à pellicule, dans les années 1930. L'ultime version de pellicule nommée Alticolor permit à l'autochrome de perdurer jusque dans les années 1950, avant d'être finalement abandonné en 1955. De nombreux autres types de plaques couleur furent disponibles dans le commerce entre 1890 et 1950 mais aucun d'entre eux, à l'exception notable du dioptichrome, qui fut utilisé comme film pour la photographie d'images fixes en 1935, ne connut le succès de l'autochrome des frères Lumière. L'usage le plus récent du procédé additif dans la photographie non-numérique remonte au Polachrome qui était un type de pellicule instantané de 35 mm et qui fut utilisé à partir de 1983 pendant presque vingt ans avant de tomber en désuétude.

### Les couches multiples ou tripacks
Louis Ducos du Hauron avait proposé d'utiliser un assemblage de trois couches d'émulsions sensibles à la couleur qui, disposées sur un support transparent, pouvaient être utilisées ensemble dans un appareil ordinaire, puis séparées et utilisées une par une d'après la méthode de synthèse soustractive classique. Seulement, même si deux des émulsions pouvaient être en contact, la troisième devait être séparée par une couche de support transparente supplémentaire. De plus, à cause des propriétés de sensibilité au bleu propres aux émulsions d'halogénures d'argent, la couche de bleu devait se trouver au-dessus des autres, juste au-dessus d'une couche jaune pouvant absorber la couleur bleue. La couche sensible au bleu, qui servait à l'impression du jaune, n'avait pas besoin d'être très dense mais produisait en fin de compte l'image la plus nette. Les deux couches inférieures, l'une sensible au rouge mais pas au vert, et l'autre au vert mais pas au rouge, pâtissaient de la dispersion de la lumière déjà passée par la couche supérieure. C'est pourquoi le fait de les écarter davantage de celle-ci entraînait une telle baisse de qualité.
Quelques-uns de ces tripacks ont néanmoins pu être commercialisés en dépit de ces limites. Par exemple, le système « Hiblock » de la marque Hess-Ives empilait deux émulsions sensibles aux couleurs avec entre les deux une pellicule à émulsion. Le tout était encadré par des plaques photographiques. Dans les années 1930, l'entreprise américaine Agfa-Ansco produisit un produit nommé Colorol: une pellicule en rouleau, utilisant le système des couches multiples, prévue pour les appareils à instantanés. Les trois émulsions de ce système se trouvaient sur des pellicules exceptionnellement fines. Après exposition, la pellicule était envoyée à Agfa-Ansco pour être développée et les triples négatifs étaient renvoyés au client avec un ensemble d'impressions couleur. Les images n'étaient pas très vivaces et les couleurs assez pauvres, mais il s'agissait d'instantanés aux « couleurs naturelles ».
Les « bipacks », qui utilisaient seulement deux émulsions face à face, ont fait l'objet de quelques recherches. La palette de couleurs pouvant être obtenue avec seulement deux composants était limitée, pourtant les teints de peau et les couleurs des yeux et des cheveux étaient étonnamment bien rendus. Les bipacks étaient donc un choix judicieux pour les portraits couleur. Cependant, leur usage commercial est resté limité presque exclusivement à la prise de photographies mouvement bicolores.
Si les trois couches du procédé des couches multiples n'avaient pas eu à être séparées les unes des autres afin d'obtenir le cyan, le magenta et le jaune, on aurait pu les coller les unes aux autres et éviter ainsi les principales complications. Certaines recherches furent d'ailleurs menées pour obtenir un agent chimique rendant ceci possible.

### La pellicule couleur depuis les années 1930

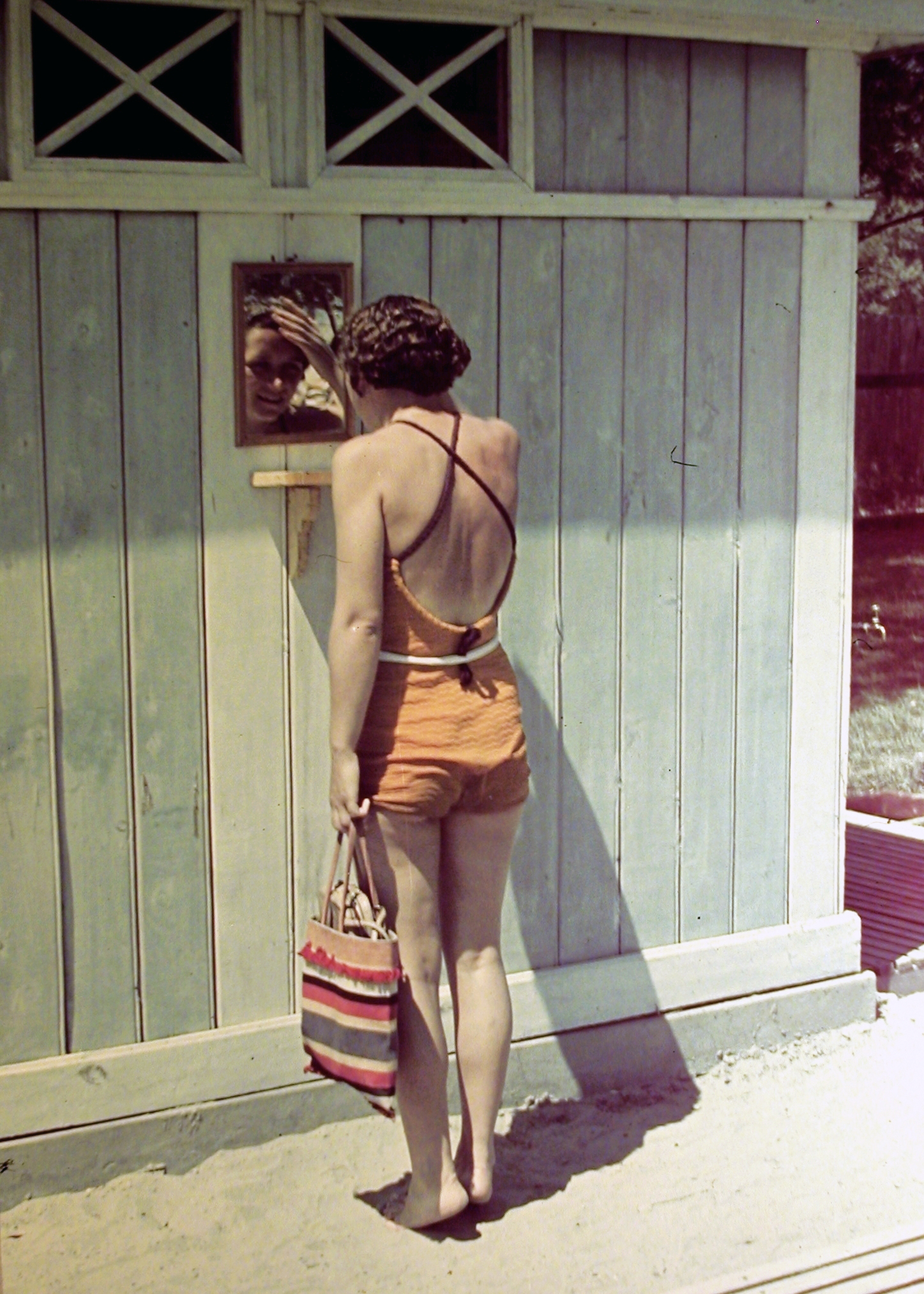
Agfacolor Neu (1936), Hongrie, 1939

En 1935, l'entreprise nord-américaine Kodak lance la première version moderne de la pellicule couleur et la nomme kodachrome, reprenant un nom qui avait déjà été utilisé plus tôt pour désigner un tout autre procédé à deux couleurs. Le développement du Kodachrome s'est fait sous l'égide improbable de Leopold Mannes et Leopold Godowsky Jr. (respectivement surnommés « Man » et « God »), deux figures de la musique classique. Ils se sont d'abord lancés dans le monde de la photographie en bricolant des procédés de photographie couleur et, au bout du compte, ils se sont retrouvés à travailler avec les laboratoires de recherche de Kodak. Le procédé du Kodachrome utilise trois couches d'émulsions reposant sur une base unique. Chacune de ces couches enregistre une des trois couleurs primaires de la synthèse additive: rouge, vert et bleu. En accord avec l'ancien slogan de Kodak « Vous appuyez sur le bouton, nous nous chargeons du reste », la pellicule était placée dans l'appareil puis exposée normalement, avant d'être envoyée à Kodak pour être développée. La difficulté résidait essentiellement dans le développement (la fabrication même de la pellicule mise à part). Il fallait en effet réussir à contrôler la bonne pénétration des produits chimiques à travers les trois couches d'émulsions. Voici le procédé décrit de façon simplifiée : comme chaque couche était développée en image noir et blanc, un coupleur formateur de colorant était ajouté à ce stade du développement pour réaliser des images de couleurs cyan, magenta et jaune. Les images noir et blanc étaient ensuite enlevées grâce à des produits chimiques, ne laissant plus que les images colorées dans la pellicule.
À l'origine, le kodachrome était uniquement disponible en pellicules de 16 mm pour films amateurs, mais il fut adapté en pellicules de 8 mm en 1936 pour films amateurs, et en pellicules de 35 mm pour la photographie d'images fixes. En 1938, des pellicules de tailles variées sont mises en vente pour les photographes professionnels. Plusieurs modifications sont alors apportées, notamment la solution au problème des couleurs instables et un procédé de développement simplifié.
En 1936, l'entreprise allemande Agfa lance sa propre pellicule « tripack », l'Agfacolor, qui, bien que globalement similaire au Kodachrome, disposait quand même d'un avantage majeur : Agfa ayant trouvé un moyen pour incorporer les coupleurs formateurs de colorants dans les couches d'émulsions pendant la fabrication, les trois couches pouvaient être développées en même temps, ce qui simplifiait grandement le procédé de développement. La plupart des pellicules couleur modernes utilisent le système de coupleurs intégrés, à l'exception du Kodachrome, désormais obsolète. Cependant, depuis les années 1970, ces mêmes pellicules ont presque toutes utilisé les modifications apportées par Kodak plutôt que celles proposées par Agfa.
En 1941, Kodak rend possible la commande d'impressions à partir des diapositives du Kodachrome. Le « papier » utilisé pour l'impression était en réalité un plastique blanc sur lequel étaient appliquées des couches d'émulsions, comme sur les pellicules. Il s'agissait à l'époque des premières impressions couleur commercialisées à utiliser le procédé des coupleurs chromogènes. L'année suivante, la pellicule Kodacolor était lancée sur le marché. Contrairement au Kodachrome, celle-ci était prévue pour être développée en négatif montrant les couleurs complémentaires en plus des noirs et blancs. L'usage de négatifs pour la réalisation des impressions papier rendit leur développement bien plus simple, et moins onéreux.
Le prix de la pellicule couleur comparé à celle en noir et blanc et son utilisation difficile avec les lumières d'intérieur expliquent le manque d'intérêt que lui portèrent les photographes amateurs au début. En 1950, les instantanés en noir et blanc étaient toujours la norme. En 1960, la photographie couleur était déjà plus répandue mais souvent réservée aux photos de voyage et aux grandes occasions. Les pellicules couleur et leurs impressions représentaient plusieurs fois le prix de celles en noir et blanc. De plus, la prise de photographies couleur en intérieur nécessitait l'usage d'un flash, ce qui rendait la chose d'autant plus difficile et chère. En 1970, les prix avaient baissé et la sensibilité de la pellicule s'était améliorée. Les flashs électroniques remplacèrent les ampoules-flash, et la photographie couleur devint la norme chez les amateurs. Les pellicules noir et blanc étaient cependant toujours utilisées par certains photographes qui les préféraient pour des raisons esthétiques, ou pour la prise d'images en lumière réelle faible - ce qui est toujours difficile à exécuter avec les pellicules couleurs. Dans ce cas, les photographes réalisaient eux-mêmes leurs développements. Les formats de pellicules noir et blanc habituellement utilisés dans les appareils à instantanés traditionnels ainsi que par les services commerciaux associés disparurent presque entièrement dans les années 1980.
En 1963, La société Polaroid Corporation présente la pellicule à développement instantané. Ce procédé couleur reprenait les mêmes principes que leur pellicule noir et blanc: un procédé de séparation négatif-positif donnant une impression papier unique. Le négatif ne pouvait pas être réutilisé et donc était jeté. La pollution due au rejet des négatifs de Polaroid - contenant des produits chimiques corrosifs - dans l'environnement, surtout dans les plus beaux endroits, bien entendu les plus propices à la prise d'instantanés, poussa Edwin Land à développer le système SX-70, dépourvu de négatifs jetables séparés.
Certaines des pellicules couleur disponibles de nos jours sont prévues pour être développées sous forme de diapositives aptes à être utilisées dans des visionneuses adaptées bien qu'il soit possible de faire des tirages sur papiers de celles-ci. Plusieurs photographes professionnels préfèrent les diapositives, qui permettent de juger de la qualité de l'image sans avoir à d'abord l'imprimer. De plus, elles ont une gamme dynamique plus large et donc un degré de réalisme supérieur à celui des impressions papier. La popularité des diapositives auprès des amateurs déclina rapidement après que l'entrée sur le marché des appareils d'impression automatique eurent amélioré la qualité des impressions et diminué leur prix.
Les autres pellicules disponibles de nos jours sont conçues pour donner des négatifs couleurs pouvant être agrandis en impressions positives sur papier photo. Les négatifs couleur peuvent également être numérisés puis imprimés de manière non photographique ou visionnés électroniquement en positifs. Contrairement aux procédés des diapositives à pellicules inversées, les procédés négatifs-positifs sont dans une certaine mesure plus tolérants face aux mauvaises expositions et au mauvais éclairage des couleurs. En effet, de nombreux moyens de correction sont possibles lors de l'impression de ces photos. Les négatifs sont donc plus adaptés à un usage occasionnel par des amateurs. Tout appareil jetable utilise a priori des négatifs. Bien que ce procédé soit souvent réservé à l'industrie du film cinématographique, les diapositives peuvent être obtenues en les imprimant sur de la « pellicule positive » spéciale. Les services commerciaux correspondants risquent cependant de ne plus être disponibles à ce jour. Les pellicules négatives et les impressions papier sont aujourd'hui les formes les plus courantes de la photographie couleur.

### Photographie numérique

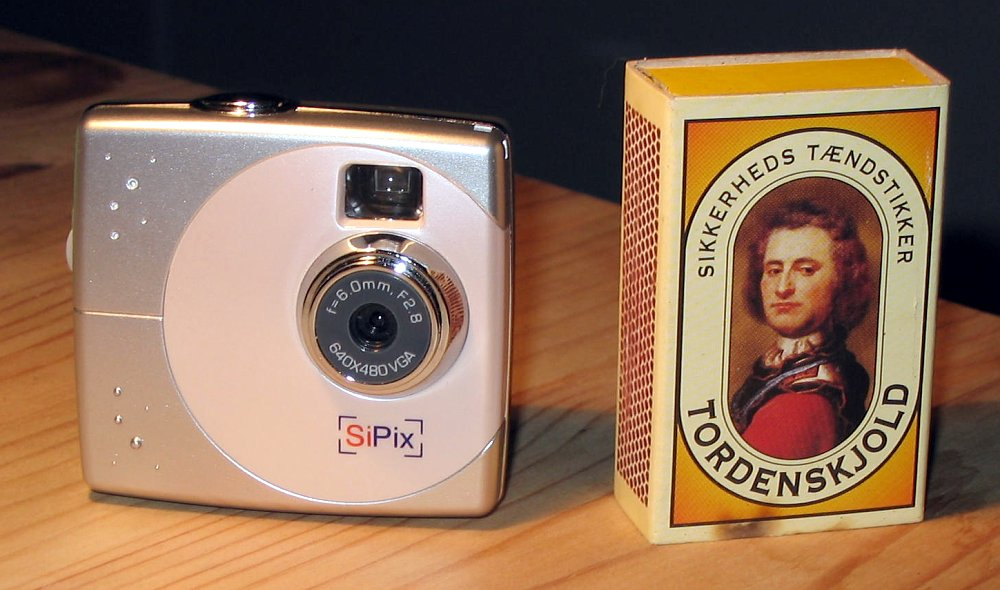
Photographie couleur numérique d'un petit appareil photo numérique.

Après une période de transition, entre 1995 et 2005, la pellicule couleur s'est vue cantonnée à un marché spécialisé par des appareils numériques peu coûteux et dotés d'une haute définition d'image. Cependant certains photographes continuent de préférer les pellicules photos en raison de leur très bonne qualité d'image (lorsqu'elles sont utilisées avec des appareils et lentilles de très bonne qualité) et leur style unique.

### L'opinion des photographes
L'opinion des photographes était très partagée au début de la photographie couleur. Certains l'adoptèrent immédiatement lorsqu'elle fut accessible au public à la fin des années 1930, d'autres restèrent très sceptiques quant à son intérêt.

#### Les aficionados de la couleur
Ferenc Berko, photographe de formation classique [réf. nécessaire] et contemporain de l'arrivée de la photographie couleur, fut l'un des premiers à en reconnaître immédiatement le potentiel. Il considérait cette nouvelle technique comme une nouvelle façon de concevoir le monde; une manière différente d’expérimenter et de transférer les émotions dans ses photographies.
Un de ses contemporains, John Hedgecoe, est également connu pour avoir adopté la photographie couleur [réf. nécessaire]. Il a publié un ouvrage intitulé The Art of Color Photography, dans lequel il souligne l'importance de la relation spéciale et subtile entre le différentes couleurs (« special and often subtle relationships between different colors »). Il y décrit également l'impact psychologique et émotionnel des couleurs sur le spectateur puisque, d'après lui, certaines couleurs peuvent mettre le spectateur dans un état particulier.

#### Les sceptiques
Au moment de son invention, la photographie couleur a trouvé certains adeptes mais la photographie traditionnelle noir et blanc est longtemps restée le type de photographie le plus apprécié.
Harold Baquet, par exemple, photographe actif à partir des années 1980 - surtout connu pour son travail sur les droits civiques à la Nouvelle-Orléans - n'a jamais été un grand adepte de la couleur[réf. nécessaire]. Il préférait utiliser les pellicules noir et blanc pour ses photographies. Lors d'une interview où on lui demandait la raison de cette préférence, il expliqua: « Moins il y a de choses plus on en voit. Il arrive que la couleur fasse oublier le sujet principal. Alors que parfois la lumière, les lignes et les formes suffisent et vous permettent d'explorer les qualités sculpturales de cette troisième dimension: la dimension illusoire de profondeur. C'est ça qui est amusant » (« The less is more thing. Sometimes the color distracts from the essential subject. Sometimes, just light, line and form is enough, and it allows you to explore the sculptural qualities of that third dimension, that illusional dimension of depth. And it’s fun »). Cette aversion pour la couleur était donc principalement due à la peur de perdre la simplicité de ses images; mais également à la crainte que la couleur ne soit une surcharge pour l’œil.
Cette crainte est d'ailleurs relativement répandue. Le photographe Ansel Adams, connu pour ses paysages spectaculaires en noir et banc, estimait également, d'après les experts, que la couleur pouvait être gênante et de ce fait détourner l'attention de l'artiste, l'empêchant ainsi de réaliser une photographie à la hauteur de son talent. Adams affirmait d'ailleurs qu'il pouvait obtenir « un bien meilleur sens des couleurs grâce à une image en noir et blanc bien pensée et exécutée qu'il n'en avait jamais obtenu avec la photographie couleur » (« a far greater sense of 'color' through a well-planned and executed black-and-white image than [he had] ever achieved with color photography »). d'autres sources précisent qu'Adams était un « adepte du contrôle ». [réf. nécessaire] Il écrivit des livres techniques et développa le zone system, qui permet de déterminer l'exposition et le temps de développement optimaux pour toute photographie. Il introduisit également l'idée de « prévisualisation » qui exigeait du photographe qu'il se représente le résultat final avant même de prendre la photographie. Ces méthodes et concepts permettaient un contrôle quasi total de toutes les variables ayant une incidence sur le résultat final. C'est probablement à cause de son amour du « contrôle » qu'Adams n'appréciait pas la couleur: elle ne lui permettait pas de maîtriser ces variables comme il le faisait avec le noir et blanc.
Pourtant, même si, au départ, il n'était pas du tout attiré par la couleur, il a néanmoins fait des essais avec - ce que beaucoup ignorent. Des exemples de ses travaux en couleur sont disponibles dans les archives en ligne du site du Center for Creative Photography de l'université d'Arizona. Les sujets de ses photographies couleur étaient variés - portraits, paysages, architecture - et similaires à ceux de ses travaux en noir et blanc. Certains experts affirment que vers la fin de sa vie Adams admit qu'il regrettait de ne pas avoir pu maîtriser les techniques de la photographie couleur. [réf. nécessaire]
Les préférences des photographes en matière de pellicules restent, bien sûr, variées ; néanmoins la photographie couleur a su, au fil du temps, gagner le respect du monde de la photographie, et le nombre de ses utilisateurs n'a cessé d'augmenter.

## Conservation

### Problèmes de conservation
Les expériences en vue de créer des photographies reproduisant les couleurs réelles commencèrent dans les années 1840. Chaque méthode nécessitait des méthodes de conservation différentes.
Les matériaux utilisés sont éphémères et instables par nature. Les photographies couleur chromogènes, par exemple, sont composées de colorants organiques jaune, magenta, cyan qui s'estompent à des rythmes différents. La détérioration est inévitable, même si les images sont stockées dans le noir et dans de bonnes conditions. Cependant, de bonnes méthodes de conservation et de soin peuvent retarder la décoloration et la disparition des couleurs.

### Facteurs
De nombreux facteurs peuvent être responsables de la détérioration voire de la destruction de photographies. Quelques exemples :
- Température et humidité relative élevée.
- Pollution atmosphérique et poussière.
- Exposition à la lumière.
- Menaces d'origine biologique comme les champignons ou les insectes.
- Résidus des produits chimiques utilisés pour le traitement de l'image.
- Détérioration de la base ou de l'émulsion.
- Manipulation et utilisation.
- Mauvaises conditions de conservation.

Les trois signes qui indiquent les effets du temps sur une photographie :
- L'assombrissement se produit inévitablement, quelles que soient les précautions prises pour conserver les photographies, à cause de la température et de l'humidité relative ambiante. C'est la couleur cyan qui disparaît le plus vite, ce qui donne une teinte trop rouge à l'image.
- Le pâlissement se produit lorsque les matériaux sont exposés à la lumière, dans une exposition par exemple. L'intensité de la lumière et des rayons ultra-violets (UV) aura un impact sur la vitesse de décoloration de l'image. Dans ces conditions c'est le magenta qui disparaît le plus vite.
- Le jaunissement concerne surtout les vieilles photographies couleur: les bords et les zones claires jaunissent.

### Recommandations pour la conservation
En règle générale, plus la température du lieu de stockage des photographies couleur est basse plus la « vie » de celles-ci sera longue. La réfrigération « sans givre » (température en dessous de 0 °C) est l'un des moyens les plus efficaces pour éviter la détérioration des photographies couleur. Ce type de stockage est onéreux et une formation est nécessaire pour manipuler les objets stockés. C'est pourquoi l'entreposage à froid (température au-dessus de 0 °C) est une méthode plus courante qui nécessite une température constante entre 10 et 15 °C et une humidité relative de 30 à 40 %. Pour éviter la condensation, une attention particulière doit être portée au point de rosée. La conservation à l’abri de la lumière dans des boîtiers de rangement est conseillée pour les éléments isolés. Pendant la manipulation, lorsque le matériel est exposé à la lumière, il est recommandé de garder l'intensité de celle-ci au plus bas et de filtrer les U.V. Dans les zones de conservation une intensité de 200-400 lux est recommandée.
L'utilisation de boîtiers est la méthode de préservation photographique la plus facile pour éviter l'endommagement du matériel par manipulation ou exposition à la lumière. Les matériaux de protection doivent respecter la norme ISO 18916:2007 définie par l'American National Standards Institute et l'Organisation internationale de normalisation. Cette norme permet de définir quel matériel préservera les photographies, et en empêchera ou freinera la détérioration pendant le stockage.
Il est recommandé que chaque élément ait son propre boîtier et que chaque boîtier soit adapté à la taille de l'élément. Le boîtiers d'archives peuvent être sous forme papier ou plastique. Chaque option a ses avantages et inconvénients.
- L'archive papier doit avoir un ph neutre, être sans lignine et peut comporter ou non un tampon. Cette option est généralement moins onéreuse que l'archive plastique. L'opacité du papier protège la photographie contre l'exposition à la lumière et la porosité protège de l'humidité et des polluants gazeux. Cependant les photographies doivent être sorties de leur archive pour être vues ce qui expose le matériel à des problèmes liés à la manipulation ou au vandalisme.
- Les archives plastiques de qualité sont en polyester, polypropylène ou en polyéthylène sans revêtement. La transparence du plastique permet de voir directement la photographie. Le plastique est également plus résistant que le papier, aux déchirures notamment. Il est cependant sujet à la formation d'électricité statique et au risque de ferrotypie (humidité prisonnière entre l'archive et l'objet provoquant l'agglomération des éléments).

Lorsque les photographies sont archivées individuellement les boîtiers de stockage constituent une bonne protection supplémentaire. Ces boîtiers peuvent être des dossiers faits à partir de boîtes d'archives comme indiqué dans les normes ISO 18916 et 18902. Ils peuvent aussi être faits sur mesure afin d'être adaptés à la taille des matériaux. L'entreposage à plat dans les boîtes, plus stable, est recommandé - surtout pour les matériaux plus fragiles. Il est fortement déconseillé de trop remplir les boîtes et les dossiers de stockage.